# Monte Barro
Il monte Barro o monte di Galbiate (in lombardo Barr) è un monte isolato nelle Prealpi Lombarde con un'altitudine di 922 m s.l.m.

## Descrizione
È una delle prime montagne delle Prealpi ad essere incontrata sulla strada da Milano a Lecco, lungo la statale 36, che passa proprio in una galleria sotto la montagna. Il suo territorio è quasi tutto compreso nel comune di Galbiate, dove ha sede anche l'omonimo parco regionale.

## Storia
Indagini archeologiche condotte tra il 1986 e il 1997 hanno messo in luce sul rilievo importanti testimonianze di epoca altomedievale. Secondo una tradizione accolta dal cronista milanese Galvano Fiamma, in questo luogo aveva trovato rifugio Gerberga, figlia del re longobardo Desiderio, in fuga da Carlo Magno. Gli archeologi hanno individuato i resti di un insediamento militare, costruito in un arco di tempo compreso tra il V secolo d.C. e l'età gota.
Di rilievo è il cosiddetto Grande Edificio, probabilmente residenza di un funzionario pubblico. Tra i reperti, si segnala, infatti, una corona pensile, che simboleggiava il legame con il potere pubblico. Molti oggetti rinvenuti negli scavi sono conservati nel Museo Archeologico del Barro allestito presso l'Eremo.
L'area archeologica di Monte Castelletto è una scoperta recente, effettuata nel 2007 a seguito di ricerche di superficie. Il sito, scavato finora tra il 2011 e il 2015, è costituito dai resti di una torre medievale cui era collegata una cinta muraria che racchiudeva un piccolo nucleo di edifici. Sorge su una collina alle propaggini orientali del Monte Barro dove la naturale topografia dell'area posta a controllo del fiume Adda, della città di Lecco e di tutte le vie di comunicazione, l'ha reso un luogo privilegiato per la costruzione di una fortificazione. Le strutture visibili attualmente sul posto riguardano le fasi più recenti dell'insediamento e sono relative ad un'occupazione di XIII secolo d.C., quando una piccola guarnigione militare presidiava la torre e controllava il territorio. Le campagne di scavo hanno mostrato però che la frequentazione del luogo inizia molto tempo prima, a partire almeno dall'VIII secolo d.C., ma le ricerche sono ancora in corso e fasi più antiche dell'insediamento restano ancora da scavare. Un sentiero ben segnalato conduce al sito con una breve passeggiata nel bosco, dove un pannello illustrativo racconta quanto è stato trovato negli scavi archeologici effettuati e ricostruisce le vicende legate alle strutture scoperte.

## Itinerari di salita
Sono presenti diversi itinerari che permettono di esplorare a fondo il parco del monte Barro. Il più completo e panoramico è un percorso ad anello che parte da Galbiate e porta in vetta attraverso il sentiero delle creste. Raggiunta la cima si prosegue verso il Sasso della Vecchia (per giro più ampio e più impegnativo) oppure direttamente verso l’eremo del monte Barro. Dall'eremo si rientra a Galbiate attraverso un sentiero o una strada asfaltata.